# Ágfalva
Ágfalva (hongrois : Ágfalva [ˈaːɡfɒlvɒ] ; allemand : Agendorf et Ogndoaf ; croate : Agendrof) est une localité hongroise située dans le comitat de Győr-Moson-Sopron. Une partie significative de la population d'Ágfalva appartient à la minorité germanophone, représentant environ 15 % des habitants. Depuis le 25 septembre 2011, la commune est à nouveau reliée par la route à Schattendorf (Somfalva), en Autriche. Toutefois, depuis le 31 mars 2015, cette route est partiellement fermée en semaine pour limiter le trafic des travailleurs transfrontaliers.

## Site et localisation

### Géologie et géomorphologie
Ágfalva est située au pied des montagnes de Sopron, à seulement 4 kilomètres de Sopron.

## Histoire
La première mention écrite d'Ágfalva remonte à 1194, où elle apparaît sous le nom de Dag. À l'époque arpadienne, le village était déjà en grande partie peuplé de Germanophones. Au XIIIe siècle, il appartenait à l'abbaye de Borsmonostor et son nom évolua en Dagendorf en 1207, puis en Agendorf en 1278.
Après divers conflits, Ágfalva passa sous le contrôle de la ville de Sopron, dont elle resta une localité de serfs jusqu'en 1848.
La Réforme protestante s'implanta à Ágfalva dans les années 1550, en même temps qu'à Sopron.
Au XIXe siècle, le village fut frappé par plusieurs épidémies de choléra :
- En 1832, 92 habitants perdirent la vie.
- En 1873, une seconde épidémie fit 83 nouvelles victimes.

À la fin du XIXe siècle, Ágfalva comptait 1 816 habitants, dont 1 760 étaient germanophones. Le village prospérait grâce à l'artisanat et aux exploitations agricoles, tandis qu'une partie des habitants travaillaient dans la mine de Brennbergbánya.
Après la Première Guerre mondiale, Ágfalva fut le théâtre d'affrontements liés à la question du rattachement de l'ouest de la Hongrie à l'Autriche, conformément au traité de Saint-Germain-en-Laye de 1919. Les 28 août et 8 septembre 1921, lors des combats d'Ágfalva, les troupes irrégulières hongroises de la Rongyos Gárda (« Garde en haillons ») affrontèrent la gendarmerie autrichienne et la contraignirent à battre en retraite.
Lors du référendum de Sopron, organisé du 14 au 16 décembre 1921, la majorité des habitants d'Ágfalva (82,21 %) votèrent en faveur de l'annexion à l'Autriche. Cependant, à l'échelle du territoire concerné par la consultation, la majorité se prononça pour le maintien de la région en Hongrie, et Ágfalva resta donc hongroise.
Après la Seconde Guerre mondiale, la communauté germanophone fut durement touchée par les expulsions : en 1946, 1 537 habitants d'Ágfalva d'origine allemande furent déportés. La quasi-totalité des familles germanophones présentes avant la guerre disparut du village.
En 2002, la municipalité d'Ágfalva fit ériger un monument commémoratif du référendum de 1921, une initiative contestée par la minorité allemande locale, compte tenu des résultats du vote dans le village.

## Population

### Minorités culturelles et religieuses
Lors du recensement de 2011, 89,1 % des habitants d'Ágfalva se déclaraient Hongrois, 17 % Allemands, 0,6 % Croates et 0,4 % Roms. En raison des identités multiples, le total peut dépasser 100 %. 10 % des habitants n'ont pas souhaité répondre à la question sur leur appartenance ethnique.
Sur le plan religieux, 52,8 % de la population se déclarait catholique romaine, 18,1 % évangélique et 2,9 % réformée. Environ 8,3 % des habitants se disaient sans appartenance religieuse, tandis que 17 % n'ont pas répondu.
En 2022, 90 % des habitants s'identifiaient comme Hongrois, 11,7 % comme Allemands, 0,4 % comme Croates et 0,3 % comme Roms. Par ailleurs, 0,2 % se déclaraient Arméniens, 0,1 % Roumains, et 2,1 % appartenaient à d'autres nationalités non hongroises. 9,4 % des habitants n'ont pas souhaité répondre.
Concernant la religion, 38,3 % de la population se déclarait catholique romaine, 13,4 % évangélique et 3 % réformée. Environ 0,2 % étaient grec-catholiques, 0,4 % affiliés à une autre confession chrétienne et 0,6 % à une autre branche du catholicisme. 7,6 % se déclaraient sans appartenance religieuse, tandis que 36,2 % des habitants n'ont pas répondu.

## Équipements

### Vie culturelle
Depuis 2006, Ágfalva accueille le Festival international des jumeaux, un événement inspiré par le fait que la commune comptait autrefois 16 paires de jumeaux et deux triplés.